# Pompogne
Pompogne est une commune du Sud-Ouest de la France, située dans le département de Lot-et-Garonne, en région Nouvelle-Aquitaine.

## Géographie

### Localisation
Commune située dans les landes de Lot-et-Garonne, partie  des landes de Gascogne, sur la route nationale 133 entre Marmande et Mont-de-Marsan.

### Communes limitrophes
Les communes limitrophes sont Casteljaloux, Fargues-sur-Ourbise, Houeillès, Pindères, La Réunion et Sauméjan.
|          | Casteljaloux | La Réunion          |
| Pindères | Pompogne     | Fargues-sur-Ourbise |
| Sauméjan | Houeillès    |                     |

### Climat
Pour des articles plus généraux, voir Climat de la Nouvelle-Aquitaine et Climat de Lot-et-Garonne.
Historiquement, la commune est exposée à un climat océanique aquitain.  
En 2020, Météo-France publie une typologie des climats de la France métropolitaine dans laquelle la commune est dans une zone de transition entre le climat océanique et le climat océanique altéré et est dans la région climatique Aquitaine, Gascogne, caractérisée par une pluviométrie abondante au printemps, modérée en automne, un faible ensoleillement au printemps, un été chaud (19,5 °C), des vents faibles, des brouillards fréquents en automne et en hiver et des orages fréquents en été (15 à 20 jours).
Pour la période 1971-2000, la température annuelle moyenne est de 12,7 °C, avec une amplitude thermique annuelle de 15 °C. Le cumul annuel moyen de précipitations est de 863 mm, avec 11,4 jours de précipitations en janvier et 6,7 jours en juillet. Pour la période 1991-2020, la température moyenne annuelle observée sur la station météorologique la plus proche, située sur la commune de Saint-Martin-Curton à 9,1 km à vol d'oiseau, est de 13,7 °C et le cumul annuel moyen de précipitations est de 867,2 mm,. Pour l'avenir, les paramètres climatiques de la commune estimés pour 2050 selon différents scénarios d’émission de gaz à effet de serre sont consultables sur un site dédié publié par Météo-France en novembre 2022.

## Urbanisme

### Typologie
Au 1er janvier 2024, Pompogne est catégorisée commune rurale à habitat très dispersé, selon la nouvelle grille communale de densité à sept niveaux définie par l'Insee en 2022.
Elle est située hors unité urbaine. Par ailleurs la commune fait partie de l'aire d'attraction de Casteljaloux, dont elle est une commune de la couronne,. Cette aire, qui regroupe 14 communes, est catégorisée dans les aires de moins de 50 000 habitants,.

### Occupation des sols

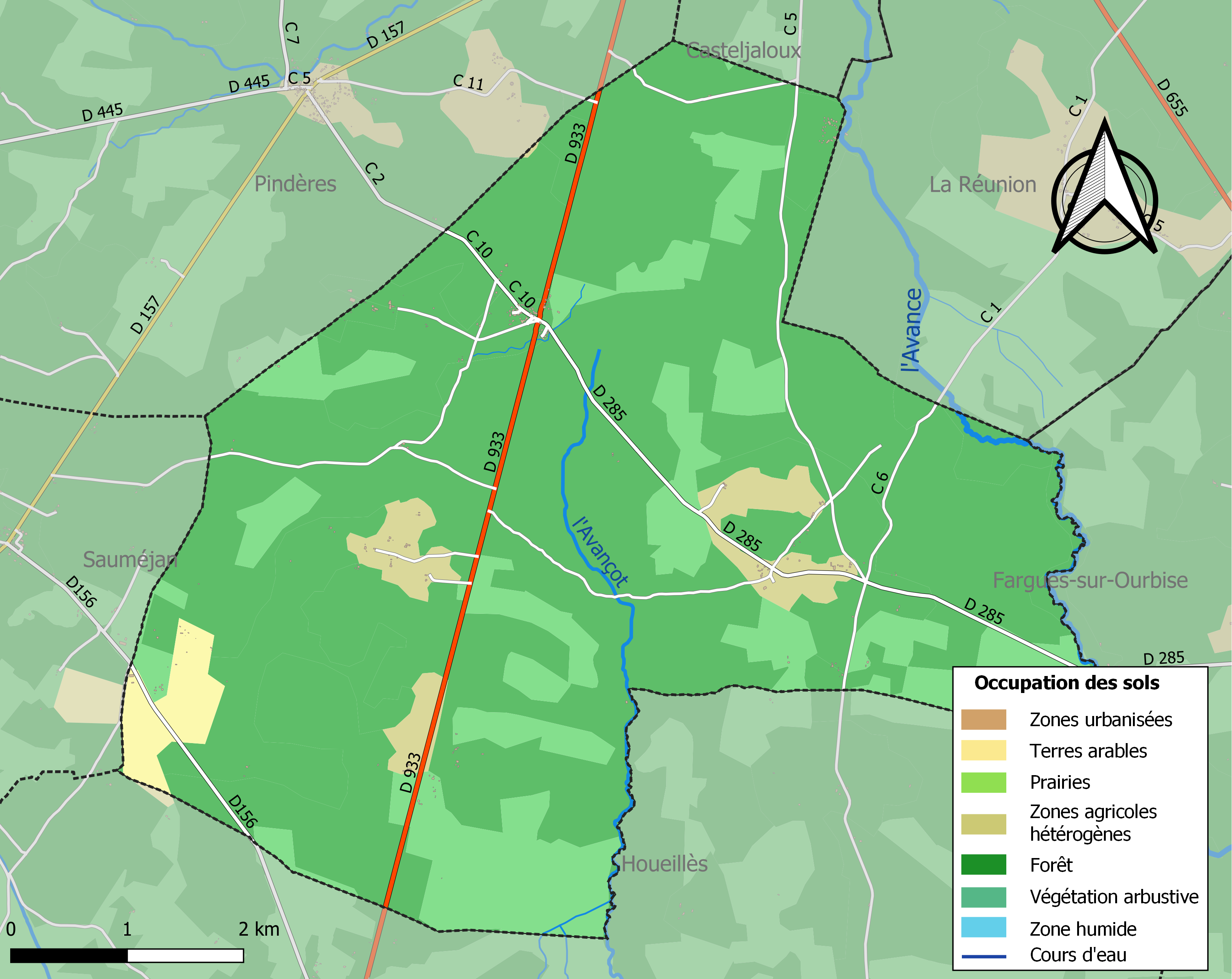
Carte des infrastructures et de l'occupation des sols de la commune en 2018 (CLC).

L'occupation des sols de la commune, telle qu'elle ressort de la base de données européenne d’occupation biophysique des sols Corine Land Cover (CLC), est marquée par l'importance des forêts et milieux semi-naturels (94,2 % en 2018), en diminution par rapport à 1990 (95,1 %). La répartition détaillée en 2018 est la suivante : 
forêts (76,6 %), milieux à végétation arbustive et/ou herbacée (17,5 %), zones agricoles hétérogènes (3,9 %), terres arables (1,9 %). L'évolution de l’occupation des sols de la commune et de ses infrastructures peut être observée sur les différentes représentations cartographiques du territoire : la carte de Cassini (XVIIIe siècle), la carte d'état-major (1820-1866) et les cartes ou photos aériennes de l'IGN pour la période actuelle (1950 à aujourd'hui).

### Risques majeurs
Le territoire de la commune de Pompogne est vulnérable à différents aléas naturels : météorologiques (tempête, orage, neige, grand froid, canicule ou sécheresse), inondations, feux de forêts et séisme (sismicité très faible). Il est également exposé à un risque technologique, le transport de matières dangereuses. Un site publié par le BRGM permet d'évaluer simplement et rapidement les risques d'un bien localisé soit par son adresse soit par le numéro de sa parcelle.

#### Risques naturels
Certaines parties du territoire communal sont susceptibles d’être affectées par le risque d’inondation par une crue à  débordement lent de cours d'eau, notamment l'Avançot et l'Avance. La commune a été reconnue en état de catastrophe naturelle au titre des dommages causés par les inondations et coulées de boue survenues en 1982, 1999 et 2009,.
Pompogne est exposée au risque de feu de forêt. Depuis le 20 avril 2016, les départements de la Gironde, des Landes et de Lot-et-Garonne disposent d’un règlement interdépartemental de protection de la forêt contre les incendies. Ce règlement vise à mieux prévenir les incendies de forêt, à faciliter les interventions des services et à limiter les conséquences, que ce soit par le débroussaillement, la limitation de l’apport du feu ou la réglementation des activités en forêt. Il définit en particulier cinq niveaux de vigilance croissants auxquels sont associés différentes mesures,.

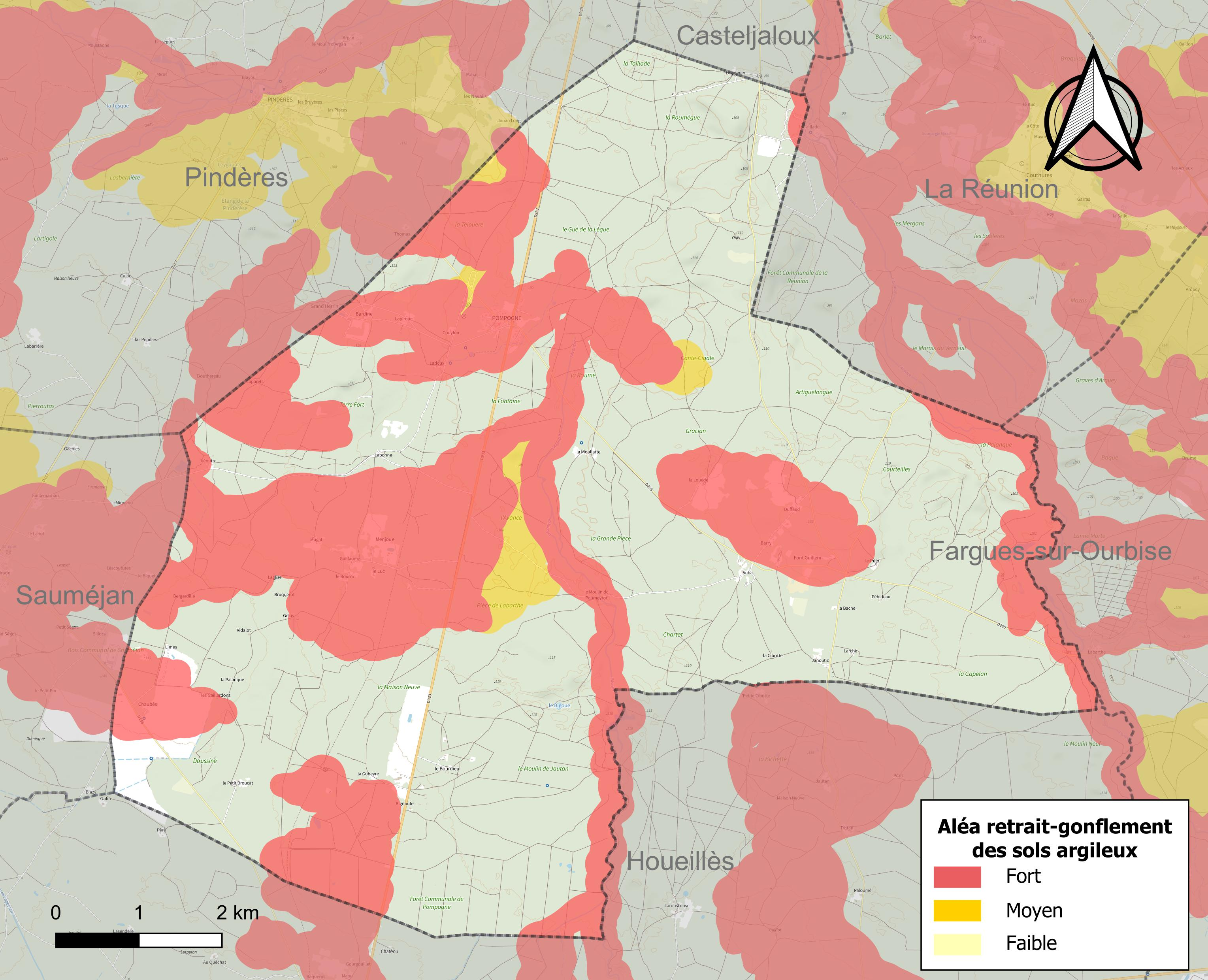
Carte des zones d'aléa retrait-gonflement des sols argileux de Pompogne.

Le retrait-gonflement des sols argileux est susceptible d'engendrer des dommages importants aux bâtiments en cas d’alternance de périodes de sécheresse et de pluie. 37,3 % de la superficie communale est en aléa moyen ou fort (91,8 % au niveau départemental et 48,5 % au niveau national). Depuis le 1er octobre 2020, en application de la loi ELAN, différentes contraintes s'imposent aux vendeurs, maîtres d'ouvrages ou constructeurs de biens situés dans une zone classée en aléa moyen ou fort,.
Concernant les mouvements de terrains, la commune a été reconnue en état de catastrophe naturelle au titre des dommages causés par des mouvements de terrain en 1999.

## Toponymie
Le nom de la commune provient de l'hagionyme romain Pomponia. La paroisse de Sainte-Pompogne devient Pompogne à la Révolution française et conserve son nom après celle-ci.
En gascon, le nom de la commune est Pompunha, anciennement Senta Pompunha.
La plupart des lieux-dits de Pompogne sont explicables par le gascon, par exemple Pébidaou, la Commère, le Pujo, Vidalot, Lalanne, le Luc...

## Politique et administration
| Période                                  | Période   | Identité          | Étiquette | Qualité |
| ---------------------------------------- | --------- | ----------------- | --------- | ------- |
| 1823                                     | 1840      | Pierre Caubet     |           |         |
| 1840                                     | 1846      | Dutu              |           |         |
| 1846                                     | 1870      | Jean Luchet       |           |         |
| 1870                                     | 1871      | Jacques Gaube     |           |         |
| 1871                                     | 1881      | Jean Luchet       |           |         |
| avril 1871                               | mai 1871  | Pierre Caubet     |           |         |
| 1881                                     | 1882      | Pierre Caubet     |           |         |
| 1883                                     | 1900      | Chéri Gaube       |           |         |
| 1900                                     | 1903      | Pierre Caubet     |           |         |
| 1903                                     | 1908      | Camille Gaube     |           |         |
| 1908                                     | 1916      | Gérard Dubourg    |           |         |
| 1917                                     | 1935      | Emile Lambert     |           |         |
| 1935                                     | 1938      | Gérard Dubourg    |           |         |
| 1840                                     | 1846      | Jean Duffieux     |           |         |
| mars 1977                                | mars 2008 | Jean-Pierre Jolis | PCF       |         |
| mars 2017                                | En cours  | Jean-Pierre Adam  |           |         |
| Les données manquantes sont à compléter. |           |                   |           |         |

## Démographie
Les habitants sont appelés les Pompognais.
L'évolution du nombre d'habitants est connue à travers les recensements de la population effectués dans la commune depuis 1793. Pour les communes de moins de 10 000 habitants, une enquête de recensement portant sur toute la population est réalisée tous les cinq ans, les populations de référence des années intermédiaires étant quant à elles estimées par interpolation ou extrapolation. Pour la commune, le premier recensement exhaustif entrant dans le cadre du nouveau dispositif a été réalisé en 2004.

En 2022, la commune comptait 195 habitants, en évolution de −9,3 % par rapport à 2016 (Lot-et-Garonne : −0,18 %, France hors Mayotte : +2,11 %).
| 1793 | 1800 | 1806 | 1821 | 1831 | 1836 | 1841 | 1846 | 1851 |
| ---- | ---- | ---- | ---- | ---- | ---- | ---- | ---- | ---- |
| 371  | 348  | 345  | 390  | 517  | 519  | 504  | 502  | 482  |

| 1856 | 1861 | 1866 | 1872 | 1876 | 1881 | 1886 | 1891 | 1896 |
| ---- | ---- | ---- | ---- | ---- | ---- | ---- | ---- | ---- |
| 490  | 422  | 453  | 420  | 431  | 418  | 470  | 477  | 457  |

| 1901 | 1906 | 1911 | 1921 | 1926 | 1931 | 1936 | 1946 | 1954 |
| ---- | ---- | ---- | ---- | ---- | ---- | ---- | ---- | ---- |
| 408  | 377  | 322  | 320  | 310  | 257  | 246  | 204  | 165  |

| 1962 | 1968 | 1975 | 1982 | 1990 | 1999 | 2004 | 2006 | 2009 |
| ---- | ---- | ---- | ---- | ---- | ---- | ---- | ---- | ---- |
| 144  | 127  | 104  | 105  | 124  | 138  | 148  | 146  | 197  |

| 2014 | 2019 | 2022 | - | - | - | - | - | - |
| ---- | ---- | ---- | - | - | - | - | - | - |
| 213  | 199  | 195  | - | - | - | - | - | - |

## Culture locale et patrimoine

### Lieux et monuments
- L'église Saint-Jean-Baptiste a été construite aux alentours du XIe siècle et il ne reste de cet édifice roman qu’une partie du mur nord ; c'est au XVIe siècle que sont effectués d'importants travaux de réfection qui lui donnent un aspect gothique[28].

### Patrimoine naturel
- Forêt des Landes.

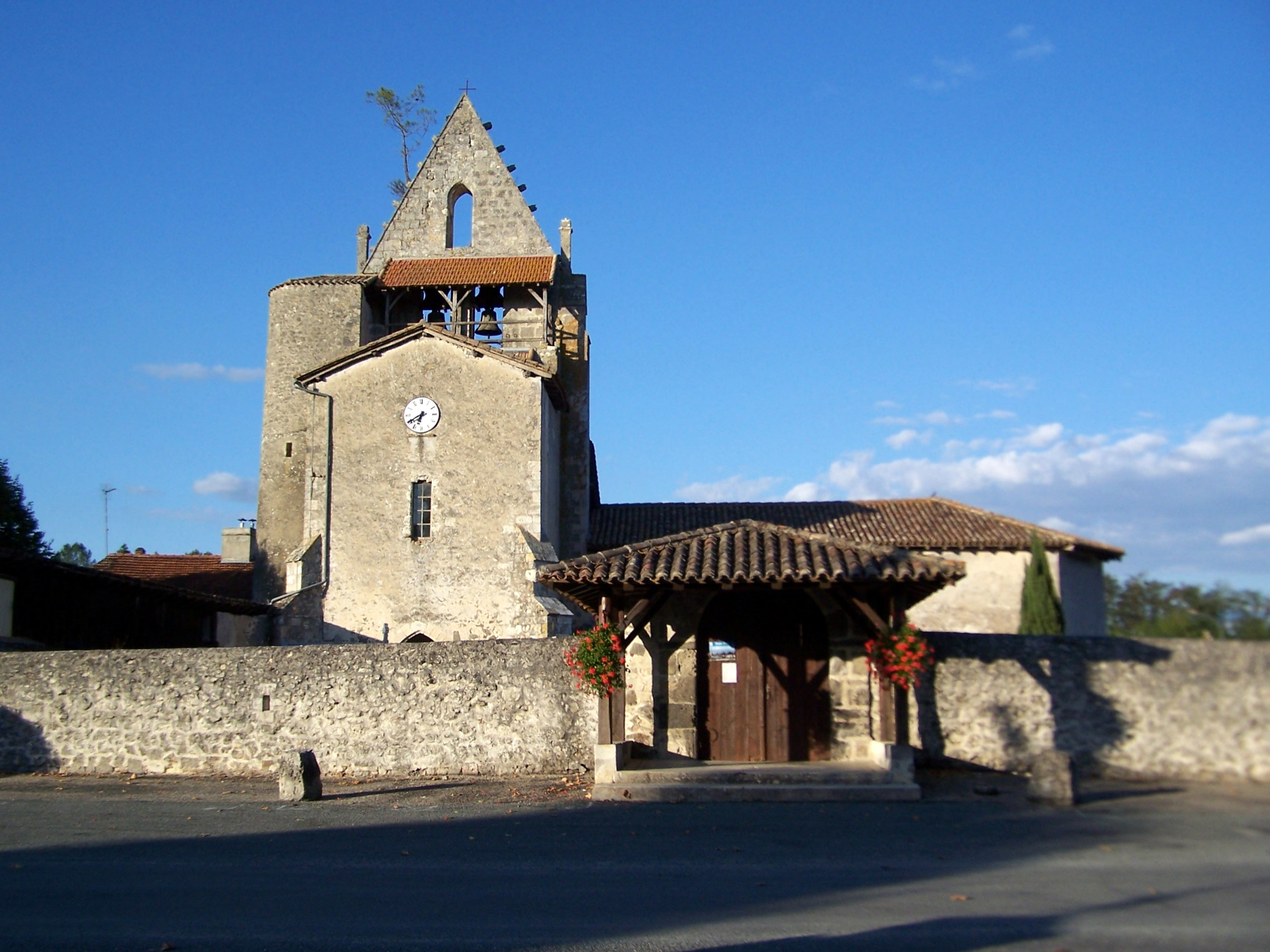
L'église Saint-Jean-Baptiste (septembre 2015).
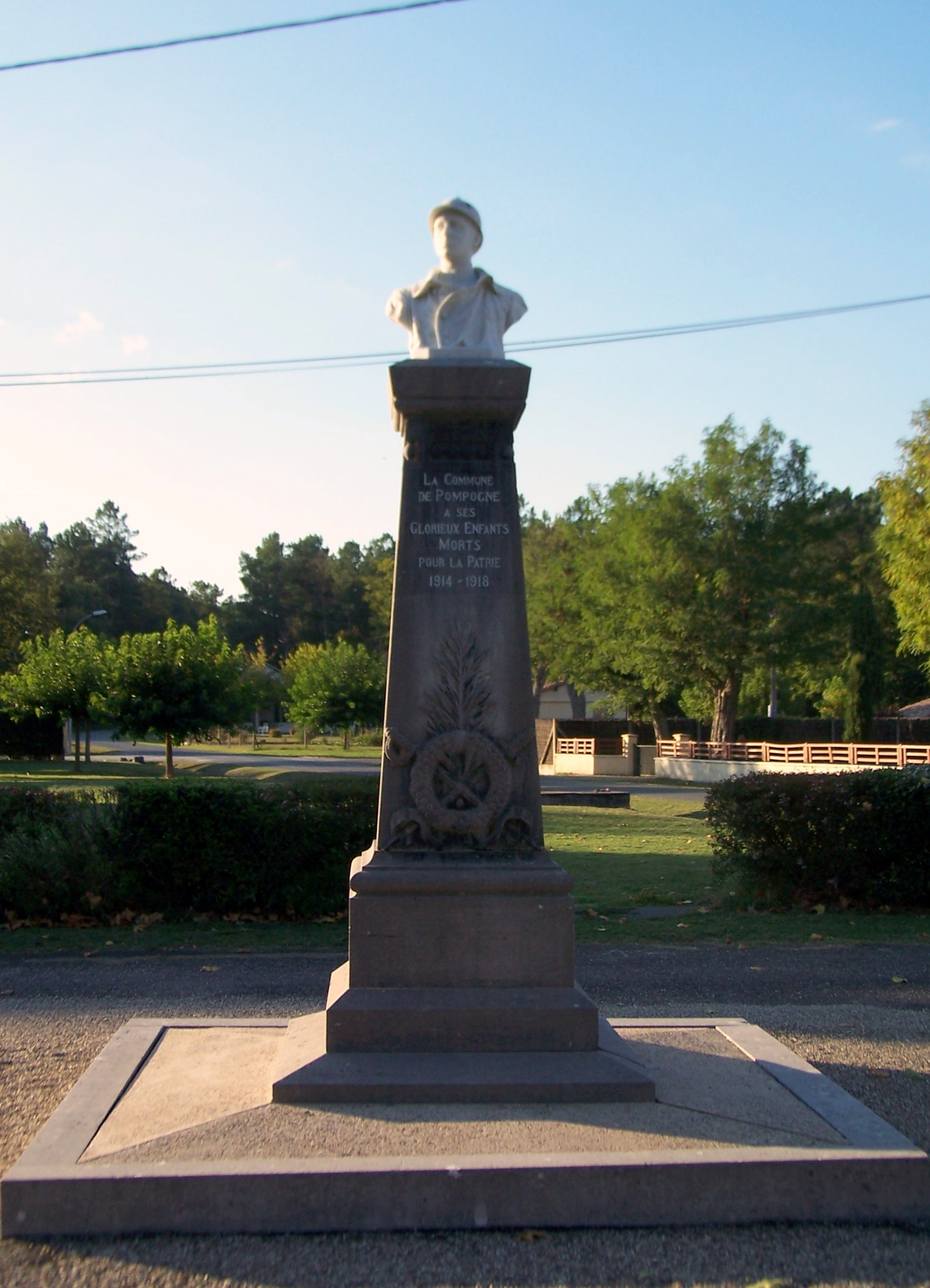
Le monument aux morts devant la mairie (septembre 2015).